# Distrito de Gaga'emauga
Gaga'emauga es un distrito de Samoa, con una población (censo 2001) de 7.108 personas. La mayor parte del territorio de este distrito se ubica en el noreste de Savai'i, pero tiene dos enclaves pequeños en Upolu, Leauvaa (una aldea en el norte) y Salamumu (al sur, incluye aldea de Salamumu-Utu). La ciudad capital es Samalae'ulu.
El nombre del distrito significa literalmente: “Cerca de la montaña”. La capital de Gaga'emauga es Saleaula, donde los jefes y los oradores del distrito se reúnen en el Vaitu’utu’u malae.
Saleaula mantiene conexiones estrechas con Safotulafai.
Los sectores de este distrito que están ubicados en Upolu fueron establecidos debido a la erupción volcánica de 1905 en el Monte Matavanu. La erupción destruyó aldeas en su trayectoria y transformó a la mitad norteña de este distrito en los campos de la lava que siguen siendo visibles hasta la fecha. Evacuaron a la gente de las áreas afectadas a Upolu, y se establecieron en las aldeas de Leauva'a y Salamumu. A pesar del movimiento, todavía conservaron sus acoplamientos y afiliaciones tradicionales del faalupega a Gaga'emauga. Los mismos nombres de Leava'a y de Salamumu denotan los acontecimientos de la erupción de 1905 en el Monte Matavanu.